# Moldávia nos Jogos Olímpicos de Verão da Juventude de 2010
A Moldávia participou dos Jogos Olímpicos de Verão da Juventude de 2010 em Cingapura. Com uma delegação composta por onze atletas em nove esportes, o país conquistou uma prata e um bronze.

## Medalhistas
| Medalha | Nome              | Esporte | Evento                    | Data         |
| ------- | ----------------- | ------- | ------------------------- | ------------ |
| Prata   | Iulia Leorda      | Luta    | Livre até 46 kg feminino  | 16 de agosto |
| Bronze  | Daniil Svaresciuc | Boxe    | Peso superpesado (+91 kg) | 24 de agosto |

## Atletismo
| Evento                         | Atleta          | Qualificação | Qualificação | Final     | Final        |
| Evento                         | Atleta          | Resultado    | Posição      | Resultado | Posição      |
| ------------------------------ | --------------- | ------------ | ------------ | --------- | ------------ |
| 2000 m com obstáculos feminino | Doina Cravcenco | 6:59.88      | 5º           | 6:55.20   | 5º (Final A) |
| Lançamento de dardo masculino  | Evgheni Glusco  | 65,57        | 14º          | 69,75     | 3º (Final B) |

## Boxe
| Evento                            | Atleta            | Preliminares                   | Semifinais          | Disputa pelo bronze               | Pos. final        |
| --------------------------------- | ----------------- | ------------------------------ | ------------------- | --------------------------------- | ----------------- |
| Peso superpesado (acima de 91 kg) | Daniil Svaresciuc | GRE Alexios Zarntiasvili V 6-4 | FRA Tony Yoka D 0-5 | HUN Jozsef Zsigmond V RET R3 1:29 | Medalha de bronze |

## Canoagem
| Evento                  | Atleta           | Tomada de tempo | Tomada de tempo | 1ª rodada                              | Repescagem                            | Oitavas-de-final                     | Quartas-de-final                       | Semi-finais        | Final              | Pos. final  |
| Evento                  | Atleta           | Resultado       | Pos.            | Oponente Resultado                     | Oponente Resultado                    | Oponente Resultado                   | Oponente Resultado                     | Oponente Resultado | Oponente Resultado | Pos. final  |
| ----------------------- | ---------------- | --------------- | --------------- | -------------------------------------- | ------------------------------------- | ------------------------------------ | -------------------------------------- | ------------------ | ------------------ | ----------- |
| Velocidade C1 masculino | Alexandru Tiganu | 1:48.88         | 8º              | AZE Radoslav Kutsev D 1:51.08 (bat. 7) | CAN Hayden Daniels V 1:47.83 (rep. 1) | CHN Xiaodong Wang V 1:49.45 (bat. 4) | UKR Anatolii Melnyk D 1:50.57 (bat. 3) | Não avançou        | Não avançou        | 5º          |
| Slalom C1 masculino     | Alexandru Tiganu | Desclassificado | --              | Não avançou                            | Não avançou                           | Não avançou                          | Não avançou                            | Não avançou        | Não avançou        | Não avançou |

## Judô
| Evento              | Atleta              | 1ª rodada                           | 1ª rodada repescagem | 2ª rodada repescagem          | Final repescagem B | Disputa pelo bronze B | Pos. final |
| ------------------- | ------------------- | ----------------------------------- | -------------------- | ----------------------------- | ------------------ | --------------------- | ---------- |
| Até 81 kg masculino | Ghenadie Pretivatii | COD Daryl Lokuku Ngambomo D 000-001 | Sem oponente         | TUR Batuhan Efemgil D 001-010 | Não avançou        | Não avançou           | --         |

| Evento         | Atleta                                                    | 1ª rodada    | 2ª rodada               | Semifinais  | Final       | Pos. final |
| -------------- | --------------------------------------------------------- | ------------ | ----------------------- | ----------- | ----------- | ---------- |
| Equipes mistas | Ghenadie Pretivatii (como integrante da equipe Nova York) | Sem oponente | ZZX Equipe Tóquio D 4-4 | Não avançou | Não avançou | 5º         |

## Lutas
| Evento                   | Atleta       | Preliminares             | Preliminares            | Preliminares              | Preliminares | Final                 | Pos. final |
| Evento                   | Atleta       | 1ª rodada                | 2ª rodada               | 3ª rodada                 | Pos.         | Oponente Resultado    | Pos. final |
| Evento                   | Atleta       | Oponente Resultado       | Oponente Resultado      | Oponente Resultado        | Pos.         | Oponente Resultado    | Pos. final |
| ------------------------ | ------------ | ------------------------ | ----------------------- | ------------------------- | ------------ | --------------------- | ---------- |
| Livre até 46 kg feminino | Iulia Leorda | TUN Ikram Gannouni V 4-0 | GER Laura Mertens V 3-0 | AUS Carissa Holland V 3-0 | 1º           | JPN Yu Miyahara D 1-3 | [ 7 ]      |

## Natação
| 50 m peito feminino      | Evghenia Taniasenco | 33.22   | 8º (2º q4)  | 33.63       | 13º (7º sf1) | Não avançou | Não avançou | Não avançou | Não avançou |
| 100 m peito feminino     | Evghenia Taniasenco | 1:14.47 | 22º (7º q4) | Não avançou | Não avançou  | Não avançou | Não avançou |             |             |
| 100 m costas masculino   | Serghei Golban      | 58.12   | 15º (5º q2) | 57.87       | 14º (7º sf2) | Não avançou | Não avançou | Não avançou | Não avançou |
| 100 m boboleta masculino | Serghei Golban      | 57.81   | 25º (2º q2) | Não avançou | Não avançou  | Não avançou | Não avançou |             |             |

## Taekwondo
| Evento              | Atleta             | 1ª rodada    | Quartas-de-final      | Semifinais  | Final       | Pos. final |
| ------------------- | ------------------ | ------------ | --------------------- | ----------- | ----------- | ---------- |
| Até 63 kg masculino | Vladislav Arventii | Sem oponente | POR Mário Silva D 3-5 | Não avançou | Não avançou | 6º         |

## Tênis de mesa
| Evento           | Atleta       | 1ª fase | 1ª fase | 1ª fase | 2ª fase | 2ª fase | 2ª fase | Quartas-de-final                                | Semifinais  | Final       | Pos. final |
| Evento           | Atleta       | Grupo   | Confrontos | Pos.    | Grupo   | Confrontos | Pos.    | Quartas-de-final                                | Semifinais  | Final       | Pos. final |
| ---------------- | ------------ | ------- | --- | ------- | ------- | --- | ------- | ----------------------------------------------- | ----------- | ----------- | ---------- |
| Simples feminino | Olga Bliznet | B       | CGO Jolie Mafuta Ivoso V 3-0 (11-3, 11-6, 11-3) KOR Ha Eun Yang D 0-3 (8-11, 5-11, 8-11 FRA Celine Pang V 3-0 (11-5, 11-7, 11-4)) | 2º      | CC      | THA Suthasini Sawettabut D 1-3 (9-11, 8-11, 13-11, 0-11) BRA Caroline Kumahara V 3-0 (11-8, 11-8, 11-6) NED Britt Erland V 3-0 (11-7, 11-4, 11-9) | 2º      | KOR Ha Eun Yang D 0-4 (5-11, 9-11, 8-11, 11-13) | Não avançou | Não avançou | 7º         |

| Evento         | Atleta                                            | 1ª fase | 1ª fase                                                                                      | 1ª fase | 2ª fase                    | Quartas-de-final | Semifinais  | Final       | Pos. final |
| Evento         | Atleta                                            | Grupo   | Confrontos                                                                                   | Pos.    | 2ª fase                    | Quartas-de-final | Semifinais  | Final       | Pos. final |
| -------------- | ------------------------------------------------- | ------- | -------------------------------------------------------------------------------------------- | ------- | -------------------------- | ---------------- | ----------- | ----------- | ---------- |
| Equipes mistas | Olga Bliznet e POL Konrad Kulpa (Equipe Europa 4) | C       | Europa 1 D 1-2 (0-3, 3-1, 1-3) Europa 3 V 2-1 (3-0, 0-3, 3-1) África 2 V 3-0 (3-0, 3-0, 3-0) | 2º      | Cingapura D 0-2 (0-3, 1-3) | Não avançou      | Não avançou | Não avançou | 9º         |

## Tiro com arco
| Evento              | Atleta                                        | Qualificatória | Qualificatória | 1ª rodada                                    | Oitavas-de-final                             | Quartas-de-final     | Semi-finais        | Final              | Pos. final |
| Evento              | Atleta                                        | Resultado      | Pos.           | Oponente Resultado                           | Oponente Resultado                           | Oponente Resultado   | Oponente Resultado | Oponente Resultado | Pos. final |
| ------------------- | --------------------------------------------- | -------------- | -------------- | -------------------------------------------- | -------------------------------------------- | -------------------- | ------------------ | ------------------ | ---------- |
| Individual feminino | Alexandra Mirca                               | 626            | 8º             | BLR Iryna Hul V 7-1                          | AUS Alice Ingley V 6-4                       | KOR Kwak Ye-Ji D 4-6 | Não avançou        | Não avançou        | 5º         |
| Equipes mistas      | Alexandra Mirca e DEN Benjamin Hindborg Ipsen |                |                | IRI Yasaman Shirian/ EGY Ibrahim Sabry V 6-5 | ITA Gloria Filippi/ BLR Anton Karoukin D 4-6 | Não avançou          | Não avançou        | Não avançou        | --         |